# Mike Shanahan
Michael Edward Shanahan (Oak Park, 24 agosto 1952) è un allenatore di football americano statunitense.
È il padre del capo-allenatore dei San Francisco 49ers Kyle Shanahan.

## Carriera professionistica come allenatore
Nel 1984 iniziò la sua carriera NFL con i Denver Broncos come allenatore dei wide receiver. Nel 1985 divenne coordinatore dell'attacco.
Nel 1988 divenne il capo-allenatore dei Los Angeles Raiders. Chiuse la sua prima stagione con 8 vittorie e 8 sconfitte. Nella stagione successiva dopo 4 partite con il record di una vittoria e 3 sconfitte venne esonerato.
Nel 1990 passò ai Denver Broncos come allenatore dei quarterback.
Nel 1992 passò ai San Francisco 49ers con il ruolo di coordinatore dell'attacco.
Nel 1995 come capo-allenatore dei Denver Broncos. Chiuse la sua prima stagione con 8 vittorie e 8 sconfitte.
Nel 1996 vinse per la prima volta la Division West della AFC con il record di 13 vittorie e 3 sconfitte, venne eliminato al Divisional Game dai Jacksonville Jaguars. Nel 1997 chiuse con 12 vittorie e 4 sconfitte. Vinse il Super Bowl contro i Green Bay Packers.
Nel 1998 vinse per la 2a volta la Division West della AFC con il record di 14 vittorie e 2 sconfitte. Vinse il Super Bowl contro gli Atlanta Falcons. Nel 2000 con 11 vittorie e 5 sconfitte, venne eliminato al Wild Card Game dai Baltimore Ravens. Nel 2003 chiuse con 10 vittorie e 6 sconfitte, venne eliminato al Wild Card Game dagli Indianapolis Colts. Nel 2004 chiuse la stagione con 10 vittorie e 6 sconfitte, venne eliminato al Wild Card Game ancora dai Colts. L'anno successivo vinse per la 3a volta la Division West AFC con il record di 13 vittorie e 3 sconfitte, venne eliminato all'AFC Championship Game dai Pittsburgh Steelers.
Nel 2010 divenne il capo allenatore dei Washington Redskins, chiuso la sua prima stagione con un record di 6 vittorie e 10 sconfitte. Nel 2012 vinse per la prima volta la Division East della NFC con 10 vittorie e 6 sconfitte, venne eliminato al Wild Card Game dai Seattle Seahawks. La stagione successiva, dopo una deludente record di 3-13 e problemi di convivenza con la stella della squadra Robert Griffin III, fu licenziato.

## Record come capo-allenatore
| Squadra | Anno   | Stagione regolare | Stagione regolare | Stagione regolare | Stagione regolare | Stagione regolare              | Playoff | Playoff | Playoff                                                     |
| Squadra | Anno   | Vinte             | Perse             | Pareggiate        | Posizione         | Risultato                      | Vinte   | Perse   | Risultato                                                   |
| ------- | ------ | ----------------- | ----------------- | ----------------- | ----------------- | ------------------------------ | ------- | ------- | ----------------------------------------------------------- |
| LAR     | 1988   | 7                 | 9                 | 0                 | 3° AFC West       | no playoff                     | -       | -       | -                                                           |
| LAR     | 1989   | 1                 | 3                 | 0                 | 3° AFC West       | venne esonerato dopo 4 partite | -       | -       | -                                                           |
| DEN     | 1995   | 8                 | 8                 | 0                 | 3° AFC West       | no playoff                     | -       | -       | -                                                           |
| DEN     | 1996   | 13                | 3                 | 0                 | 1° AFC West       | -                              | 0       | 1       | Uscì al Divisional Game contro i Jacksonville Jaguars       |
| DEN     | 1997   | 12                | 4                 | 0                 | 2° AFC West       | -                              | 4       | 0       | Vinse il Super Bowl contro i Green Bay Packers              |
| DEN     | 1998   | 14                | 2                 | 0                 | 1° AFC West       | -                              | 3       | 0       | Vinse il Super Bowl contro gli Atlanta Falcons              |
| DEN     | 1999   | 6                 | 10                | 0                 | 5° AFC West       | no playoff                     | -       | -       | -                                                           |
| DEN     | 2000   | 11                | 5                 | 0                 | 2° AFC West       | -                              | 0       | 1       | Uscì al Wild Card Game contro i Baltimore Ravens            |
| DEN     | 2001   | 8                 | 8                 | 0                 | 3° AFC West       | no playoff                     | -       | -       | -                                                           |
| DEN     | 2002   | 9                 | 7                 | 0                 | 2° AFC West       | no playoff                     | -       | -       | -                                                           |
| DEN     | 2003   | 10                | 6                 | 0                 | 2° AFC West       | -                              | 0       | 1       | Uscì al Wild Card Game contro gli Indianapolis Colts        |
| DEN     | 2004   | 10                | 6                 | 0                 | 2° AFC West       | -                              | 0       | 1       | Uscì al Wild Card Game contro gli Indianapolis Colts        |
| DEN     | 2005   | 13                | 3                 | 0                 | 1° AFC West       | -                              | 1       | 1       | Uscì all'AFC Championship Game contro i Pittsburgh Steelers |
| DEN     | 2006   | 9                 | 7                 | 0                 | 3° AFC West       | no playoff                     | -       | -       | -                                                           |
| DEN     | 2007   | 7                 | 9                 | 0                 | 2° AFC West       | no playoff                     | -       | -       | -                                                           |
| DEN     | 2008   | 8                 | 8                 | 0                 | 2° AFC West       | no playoff                     | -       | -       | -                                                           |
| WAS     | 2010   | 6                 | 10                | 0                 | 4° NFC East       | no playoff                     | -       | -       | -                                                           |
| WAS     | 2011   | 5                 | 11                | 0                 | 4° NFC East       | no playoff                     | -       | -       | -                                                           |
| WAS     | 2012   | 10                | 6                 | 0                 | 1° NFC East       | -                              | 0       | 1       | Uscì al Wild Card Game contro i Seattle Seahawks            |
| WAS     | 2013   | 3                 | 13                | 0                 | 4° NFC East       | no playoff                     | -       | -       | -                                                           |
| Totale  | Totale | 170               | 138               | 0                 | -                 | -                              | 8       | 6       | -                                                           |

## Vittorie e premi
- Super Bowl XXIX con i San Francisco 49ers (come coordinatore)
- Super Bowl XXXII con i Denver Broncos (come capo-allenatore)
- Super Bowl XXXIII con i Denver Broncos (come capo-allenatore)
- (2) Conference AFC (stagioni: 1997 e 1998)
- (3) Division West della AFC (stagioni: 1996, 1998 e 2005)
- (1) Division East della NFC (stagione 2012).